# Vega Science Trust
O Vega Science Trust foi uma organização sem fins lucrativos que forneceu uma plataforma na qual cientistas podiam se comunicar diretamente com o público usando imagens, sons e outros meios correlatos. O Trust foi fechado em 2012, mas a página e o streaming de vídeo permanecem ativos (com base na Universidade de Sheffield).

## Video clips
- Vega Science Trust YouTube channel